# Philipp Mamos
Philipp Mamos (* 6. Dezember 1982 in Gifhorn) ist ein ehemaliger deutscher Radrennfahrer.

## Werdegang
Philipp Mamos begann seine Karriere 2003 bei dem deutschen Radsportteam Lamonta. In seinem zweiten Jahr dort wurde er Deutscher Bergmeister. Im nächsten Jahr belegte er bei der Bergmeisterschaft den dritten Platz und gewann die Bergwertung der Cinturon Ciclista a Mallorca. 2009 gewann er die Bergwertung der Tour de Bretagne und wurde wiederum Dritter der deutschen Bergmeisterschaften.
2015 gründete unter dem Namen Dauner Cycling Team ein Radsportteam, dem er auch als Fahrer angehört hatte. Die Mannschaft erhielt 2017 eine Lizenz als UCI Continental Team. Zum Ende der Saison 2020 beendete Mamos seine aktive Karriere und konzentriert sich auf seine Tätigkeit als Teamchef.

## Erfolge
2004
- Deutscher Bergmeister

2005
- Deutsche Bergmeisterschaft

2007
- Bergwertung Cinturon Ciclista a Mallorca

2009
- Mannschaftszeitfahren Univest Grand Prix
- Bergwertung Tour de Bretagne
- Deutsche Bergmeisterschaft